# Tanagra Airport
Tanagra Airport är en flygplats i Grekland.   Den ligger i prefekturen Nomós Voiotías och regionen Grekiska fastlandet, i den sydöstra delen av landet, 40 km norr om huvudstaden Aten. Tanagra Airport ligger 147 meter över havet.
Terrängen runt Tanagra Airport är platt åt nordost, men åt sydväst är den kuperad. Runt Tanagra Airport är det ganska glesbefolkat, med 43 invånare per kvadratkilometer. Närmaste större samhälle är Chalkída, 14,1 km norr om Tanagra Airport. Trakten runt Tanagra Airport består till största delen av jordbruksmark.